# Lew Wladimirowitsch Rudnew

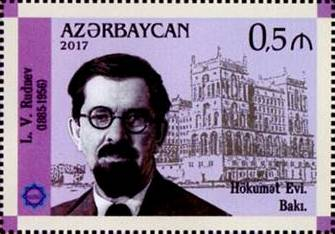
Rudnew auf einer aserbaidschanischen Briefmarke, 2017

Lew Wladimirowitsch Rudnew (russisch Лев Владимирович Руднев; * 1. Märzjul. / 13. März 1885greg. in Weliki Nowgorod; † 19. November 1956 in Moskau) war ein russischer Architekt und ein Repräsentant des Sozialistischen Klassizismus.

## Leben
Rudnew wurde in der Stadt Opotschka (andere Quellen besagen Weliki Nowgorod) in eine Familie von Schullehrern geboren. Er besuchte ein Gymnasium in Riga und absolvierte die Petersburger Kunstakademie in Sankt Petersburg (1906). An der Akademie studierte er Malerei bei Leonti Benois und Architektur bei Iwan Fomin. 1915 graduierte Rudnew zum Kunst-Architekten.
Nach der Februarrevolution gewann Rudnew den Wettbewerb um das Monument für die Opfer der Revolution auf dem Marsfeld in Petrograd (März 1917). Das avantgardistische Monument dort wurde nach seinem Projekt erbaut. 1918 realisierte er gemeinsam mit dem Bildhauer V. Sinaisky in Petrograd (heute St. Petersburg) das Denkmal für Ferdinand Lassalle. 1922–1948 war Rudnew Professor an der Kunstakademie in Leningrad, danach 1948–1952 Professor am Moskauer Architektur-Institut. Einer seiner Schüler war Oleg L. Ljalin. Rudnew war zudem Mitglied der Sowjetischen Akademie für Architektur.

## Werk

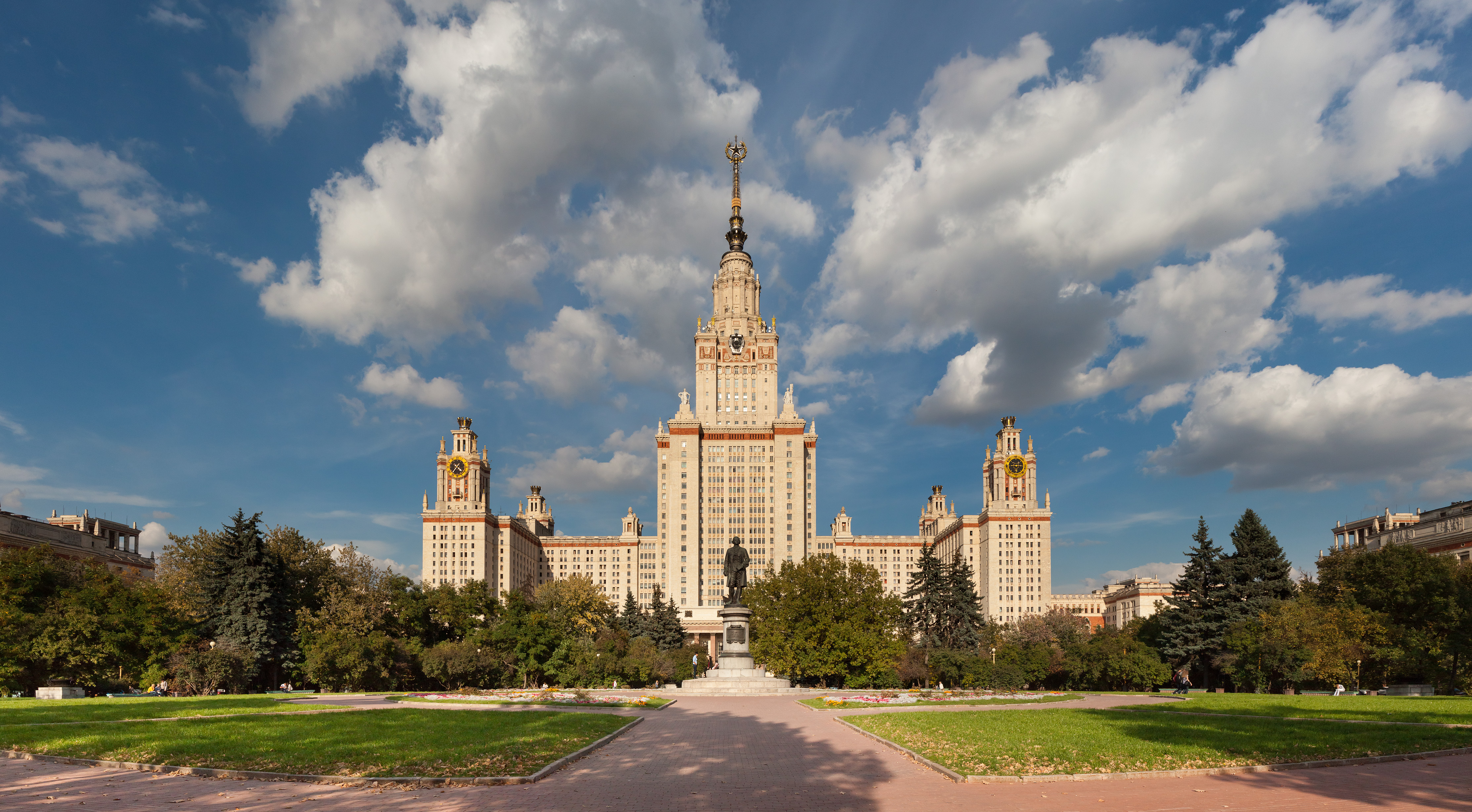
Hauptgebäude der Lomonossow-Universität, Rudnew war Chefarchitekt

Er war Planer vieler großer, oft auch als pompös monumental beschriebener, Projekte, unter anderem:
- Militärakademie „M.W. Frunse“ Moskau (1939)
- Verwaltungsgebäude an der Schaposchnikow-Straße (1934–1938)
- Verwaltungsgebäude am Frunse-Damm (1938–1955)
- Hauptgebäude der Lomonossow-Universität (1949–1953 zusammen mit Sergei Tschernyschow, Pawel Abrossimow, Alexander Chrjakow und Wsewolod Nassonow), wahrscheinlich sein bekanntestes Gebäude, Stalinpreis 1949
- Regierungsgebäude der Aserbaidschanischen SSR in Baku (beendet 1952)
- Kulturpalast (Warschau) (1952–1955)
- Hochhaus der Wissenschaftsakademie (Riga) (1952–1955)